# Hexodon kochi
Hexodon kochi är en skalbaggsart som beskrevs av Frey 1957. Hexodon kochi ingår i släktet Hexodon och familjen Dynastidae. Inga underarter finns listade i Catalogue of Life.